# Наказух
Наказух — село в Гунибском районе Дагестана. Входит в состав сельского поселения Сельсовет Согратлинский.

## География
Расположено в 14 км к югу от районного центра с. Гуниб, на р. Батих (бассейн р. Каракойсу).

## Население
| 1926 | 1939 | 1970 | 1989 | 2002 | 2010 | 2021 |
| ---- | ---- | ---- | ---- | ---- | ---- | ---- |
| 190  | ↗206 | ↗269 | ↗309 | ↘201 | ↘136 | ↗170 |